# 張志嘉
張志嘉（?—?），直隸省深州直隸州安平縣人，清朝政治人物、同進士出身。
光緒十六年（1890年），参加光緒庚寅科殿試，登進士三甲54名。同年五月，著主事，分部学习。